# Neosisyphus bowringi
Neosisyphus bowringi är en skalbaggsart som beskrevs av White 1844. Neosisyphus bowringi ingår i släktet Neosisyphus och familjen bladhorningar. Inga underarter finns listade i Catalogue of Life.